# Włodzimierz Ptak

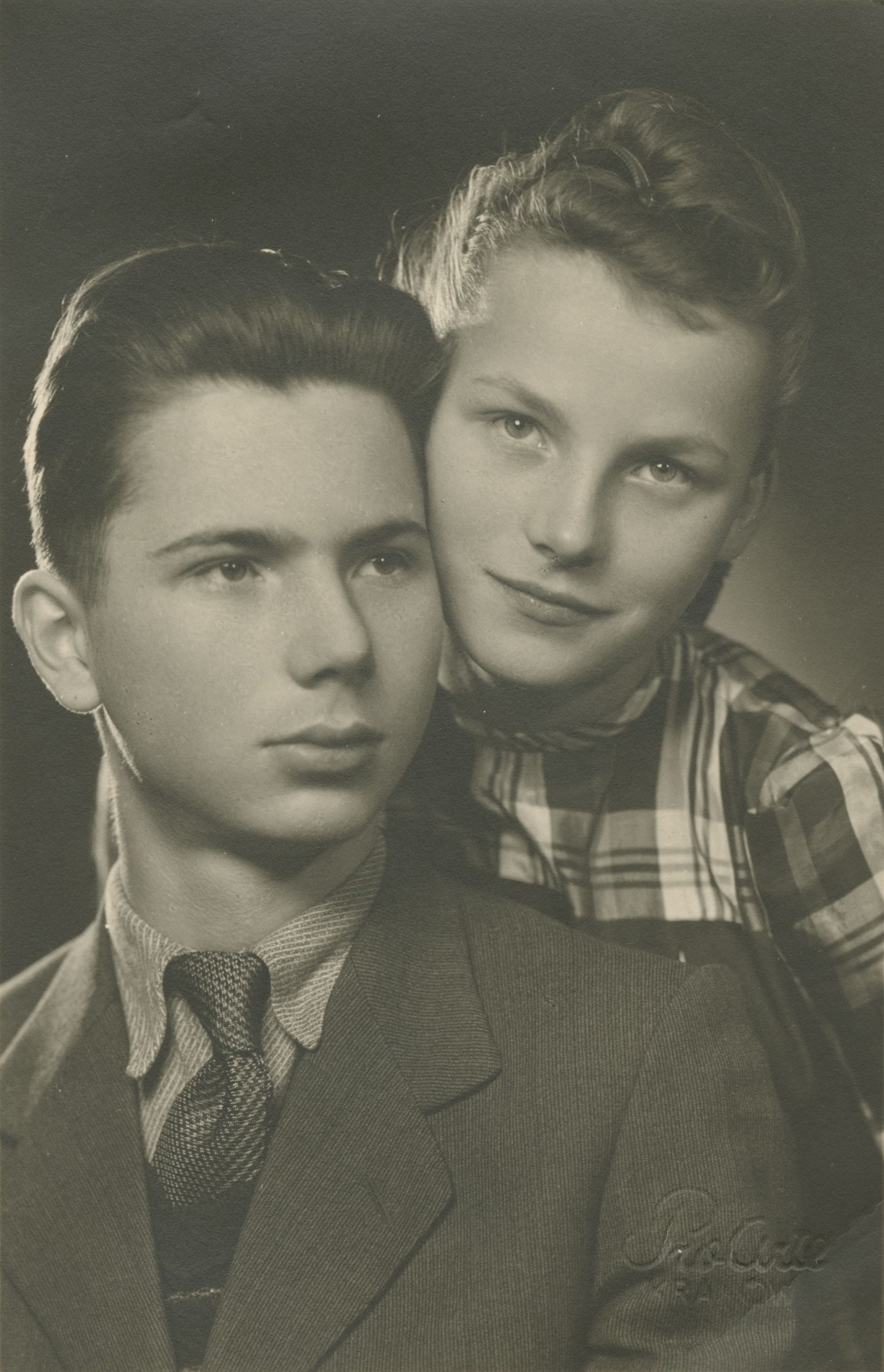
Włodzimierz Ptak (z lewej) z siostrą Wandą

Włodzimierz Ptak (ur. 2 listopada 1928 w Krakowie, zm. 28 maja 2019 tamże) – polski immunolog, mikrobiolog, profesor nauk medycznych, członek Polskiej Akademii Nauk i Polskiej Akademii Umiejętności, nauczyciel akademicki Akademii Medycznej w Krakowie i Collegium Medicum Uniwersytetu Jagiellońskiego, w latach 1978–1981 prorektor Akademii Medycznej w Krakowie, w latach 1978–1984 członek prezydium, a w latach 1988–1990 przewodniczący Rady Naukowej przy Ministrze Zdrowia i Opieki Społecznej.
Był absolwentem Akademii Medycznej w Krakowie. W latach 1952–1957 odbył przymusową służbę wojskową podczas której był pracownikiem fizycznym, kontrolerem medycznym i pediatrą. W 1962 uzyskał doktorat na Akademii Medycznej w Szczecinie. W 1967 był stypendystą British Council w National Institute for Medical Research w Londynie.
Był profesorem kolejno w Instytucie Mikrobiologii Akademii Medycznej w Krakowie i Zakładzie Immunologii Collegium Medicum Uniwersytetu Jagiellońskiego. Był zastępcą dyrektora Instytutu Mikrobiologii, kierownikiem Zakładu Immunologii Doświadczalnej i Klinicznej Instytutu Mikrobiologii oraz kierownikiem Katedry i Zakładu Immunologii Akademii Medycznej w Krakowie (1971–1999). W latach 1974–1999 był profesorem wizytującym na Yale University. Był sekretarzem (1989–1995) i wiceprzewodniczącym (do 2008) Wydziału Lekarskiego Polskiej Akademii Umiejętności.
Opublikował ponad dwieście prac badawczych w recenzowanych czasopismach naukowych. Zajmował się między innymi badaniem mechanizmów regulacyjnych odpowiedzi immunologicznej. Jego prace były cytowane ponad trzy tysiące razy. Wraz z Richardem K. Gershonem był współautorem odkrycia limfocytów T regulatorowych. Został odznaczony Krzyżami Kawalerskim i Komandorskim Orderu Odrodzenia Polski.

## Życiorys

### Pochodzenie
Włodzimierz Ptak pochodził z klasy robotniczej. Jego rodzice mieli pochodzenie robotniczo-chłopskie. Jego ojciec Wojciech Ptak (1888–1946) był inżynierem, absolwentem Politechniki Lwowskiej, synem Franciszka Ptaka (1859–1936); jako pierwszy w rodzinie ukończył studia w szkole wyższej. Matka, Maria z domu Krawczyk (1904–1986), była urzędniczką w kasie chorych, córką Józefa Krawczyka (1865–1942), majstra w fabryce papierosów „Cygar fabryce” przy ulicy Dolnych Młynów w Krakowie i Anieli.

### 1928–1952: Młode lata i edukacja
Włodzimierz Ptak urodził się 2 listopada 1928 w Krakowie. W swoich wspomnieniach opisywał ojca jako człowieka twardego, wymagającego i stanowczego, który biegle posługiwał się językiem francuskim i niemieckim. W 1936 roku Wojciechowi Ptakowi zaproponowano wysokie stanowisko we francusko-polskim towarzystwie kolejowym. W związku z tym rodzina przeniosła się do Bydgoszczy. Tam Włodzimierz Ptak zaprzyjaźnił się z Czesławem Radzikowskim. W 1939, po wybuchu II wojny światowej, Ptakowie powrócili do Krakowa, jak mówił Włodzimierz: „Z czteropokojowego mieszkania wróciliśmy do Krakowa, do pokoju z kuchnią. Straciliśmy wszystko”.
W dzieciństwie Włodzimierz Ptak uczył się gry na skrzypcach. Uczęszczał początkowo do Bydgoskiego Konserwatorium Muzycznego. W Krakowie, w czasie okupacji hitlerowskiej, był uczniem koncertmistrza Filharmonii Krakowskiej Stanisława Syrewicza. Od dzieciństwa interesował się biologią i astronomią. Czytał wiele książek popularnonaukowych o tematyce przyrodniczej. Jak mówił, szczególne zainteresowanie wzbudziła w nim Historia naturalna jednego pierwotniaka Jana Dembowskiego. Miał w domu zbiór pierwotniaków, a obok tego: psa, kota, kanarka, rybki i białą mysz. Wraz z przyjacielem skonstruowali ze szkieł zakupionych w lokalnym sklepie optycznym prosty teleskop, którego używali do obserwacji nocnego nieba. Miał też mikroskop.

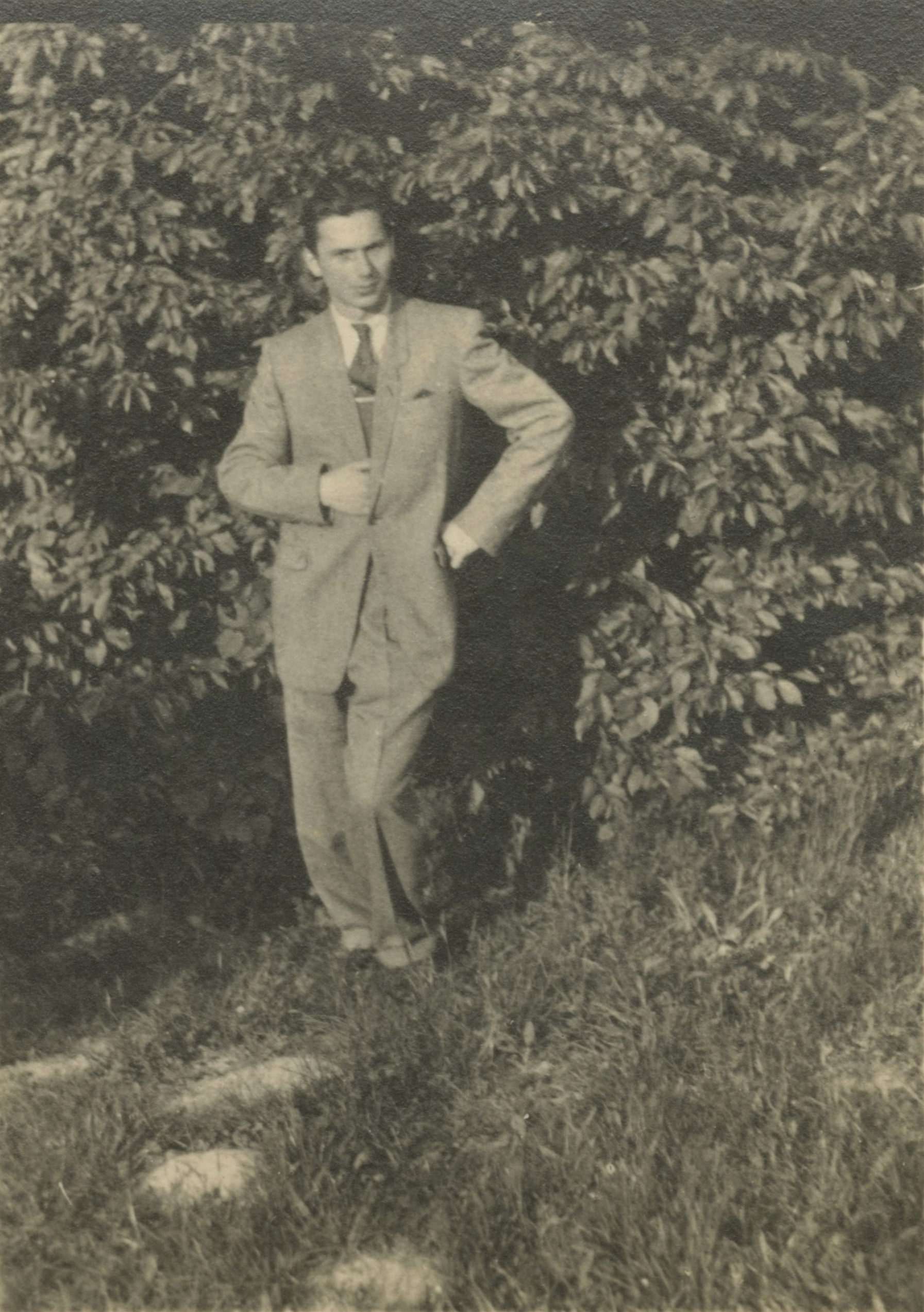
Pod koniec studiów zainteresowania Włodzimierza Ptaka zaczęły skupiać się wokół mikrobiologii i bakteriologii. Wkrótce po uzyskaniu dyplomu został wcielony do wojska, gdzie spędził pięć lat. Lata 50. XX wieku

W czasie okupacji Włodzimierz Ptak uczęszczał do szkoły handlowej przy ulicy Brzozowej. Pobierał też tajne lekcje łaciny u profesora Pardiaka. Od 1943 pracował jako robotnik przy budowie drogi z Dębnik do Prokocimia, a później jako uczeń mechanika samochodowego w warsztacie przy ulicy Grzegórzeckiej. Jak wspominał: „W czasie wojny w zasobnej bibliotece mojego dziadka mając bodaj lat trzynaście, natrafiłem na książkę, która w dużej mierze wpłynęła na ukształtowanie mojego światopoglądu. Studja o doktrynach socjalnych chrześcijaństwa Yvesa Guyota przyczyniły się do tego, że jestem areligijny”.
Włodzimierz Ptak wspominał: „Ojciec zaczął chorować. Zmarł tuż po wojnie na zawał serca, przed moją maturą”. Uczęszczał do II Liceum Ogólnokształcącego im. Króla Jana III Sobieskiego, jednak ze względu na konflikt z nauczycielem matematyki w klasie maturalnej przeniósł się do IV Państwowego Liceum im. Henryka Sienkiewicza i tam w 1946 zdał maturę w trybie eksternistycznym. W tym samym roku rozpoczął studia na Akademii Medycznej w Krakowie. Ukończył je w 1952. Wśród jego wykładowców był m.in. Henryk Niewodniczański, u którego Włodzimierz Ptak otrzymał stopień celujący z fizyki. Pod koniec studiów jego zainteresowania zaczęły skupiać się przede wszystkim wokół mikrobiologii i bakteriologii.
W czasie studiów na Akademii Medycznej wraz z kolegami z różnych uczelni założył zespół muzyczny i zarabiał grając przy różnych zabawach sezonowych i weselach.

### 1952–1970: Służba w wojsku, doktorat

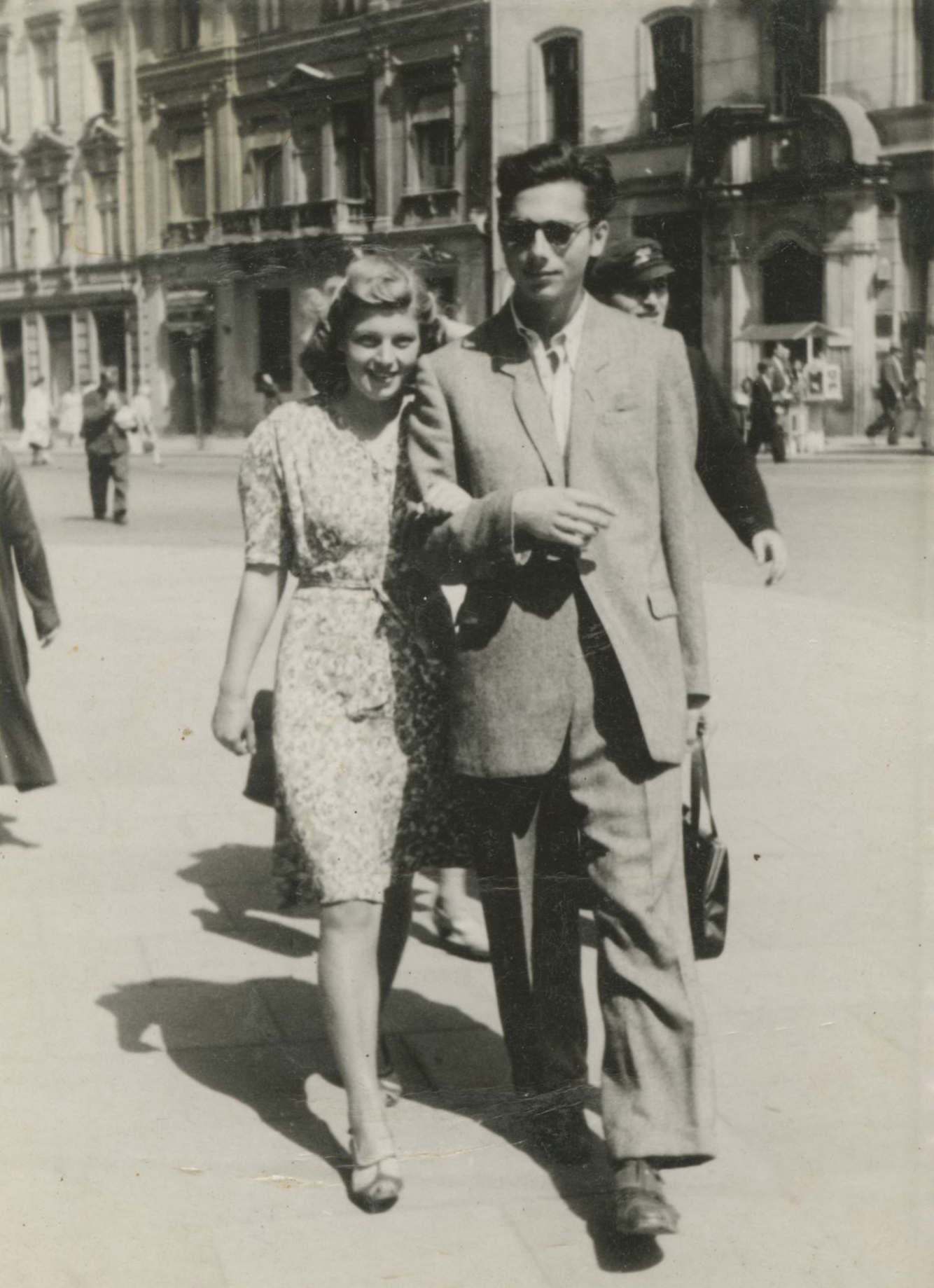
Włodzimierz Ptak ze swoją partnerką

W 1952, bezpośrednio po ukończeniu studiów, został wcielony do wojska, a następnie do Służby Polsce. Początkowo otrzymał przydział w Jeleniej Górze, gdzie pracował przy produkcji włókien wiskozowych. Następnie został przyjęty przez Ludwika Hirszfelda jako wolontariusz do Instytutu Immunologii i Terapii Doświadczalnej Polskiej Akademii Nauk. Przebywał tam jednak jedynie przez kilka tygodni, zanim został przeniesiony do Katowic, gdzie pracował jako kontroler medyczny jednostek Służby Polsce na Górny Śląsk i Opolskie. W praktyce oznaczało to stałą mobilność i pracę w różnych placówkach na terenie całego regionu. W 1954 został skierowany do Bydgoszczy, gdzie przez dwa miesiące pracował jako pediatra, bez żadnego uprzedniego doświadczenia w praktyce z pacjentami. Następnie na własną prośbę został przeniesiony do Szczecina, gdzie chciał kontynuować naukę.
Zaczął pisać podania o zwolnienie z wojska. Podczas dwumiesięcznego zwolnienia lekarskiego w 1955 pracował w Krakowie, w Zakładzie Mikrobiologii Akademii Medycznej przy ulicy Czystej, gdzie prowadził badania wraz z doktorem Janem Bobrem. W 1957 został zwolniony ze służby i rozpoczął pracę w Zakładzie Patologii Akademii Medycznej w Szczecinie. W 1961 złożył tam pracę doktorską, a w 1962 uzyskał stopień doktora nauk medycznych w zakresie patologii. Wspominał: „Miałem już wtedy lat 34 – przez wojsko. Zmarnowałem pięć lat życia. W tym wieku moi dwaj pierwsi współpracownicy byli już docentami”.
Po złożeniu pracy doktorskiej przeniósł się na stałe do Krakowa, gdzie mieszkała jego matka. W 1967 wyjechał na dziesięciomiesięczne stypendium British Council do National Institute for Medical Research w Londynie. Na przestrzeni lat nawiązywał znajomości i przyjaźnił się z artystami i intelektualistami, m.in. w latach 50. ze Zbigniewem Cybulskim, Adamem Walacińskim, Arturem Marią Swinarskim, w latach 60. z Franciszkiem Studnickim i Adamem Macedońskim, w latach 70. z Krzysztofem Pendereckim i Alexandrem Schenkerem.

### 1970–1999: Między Krakowem a New Haven

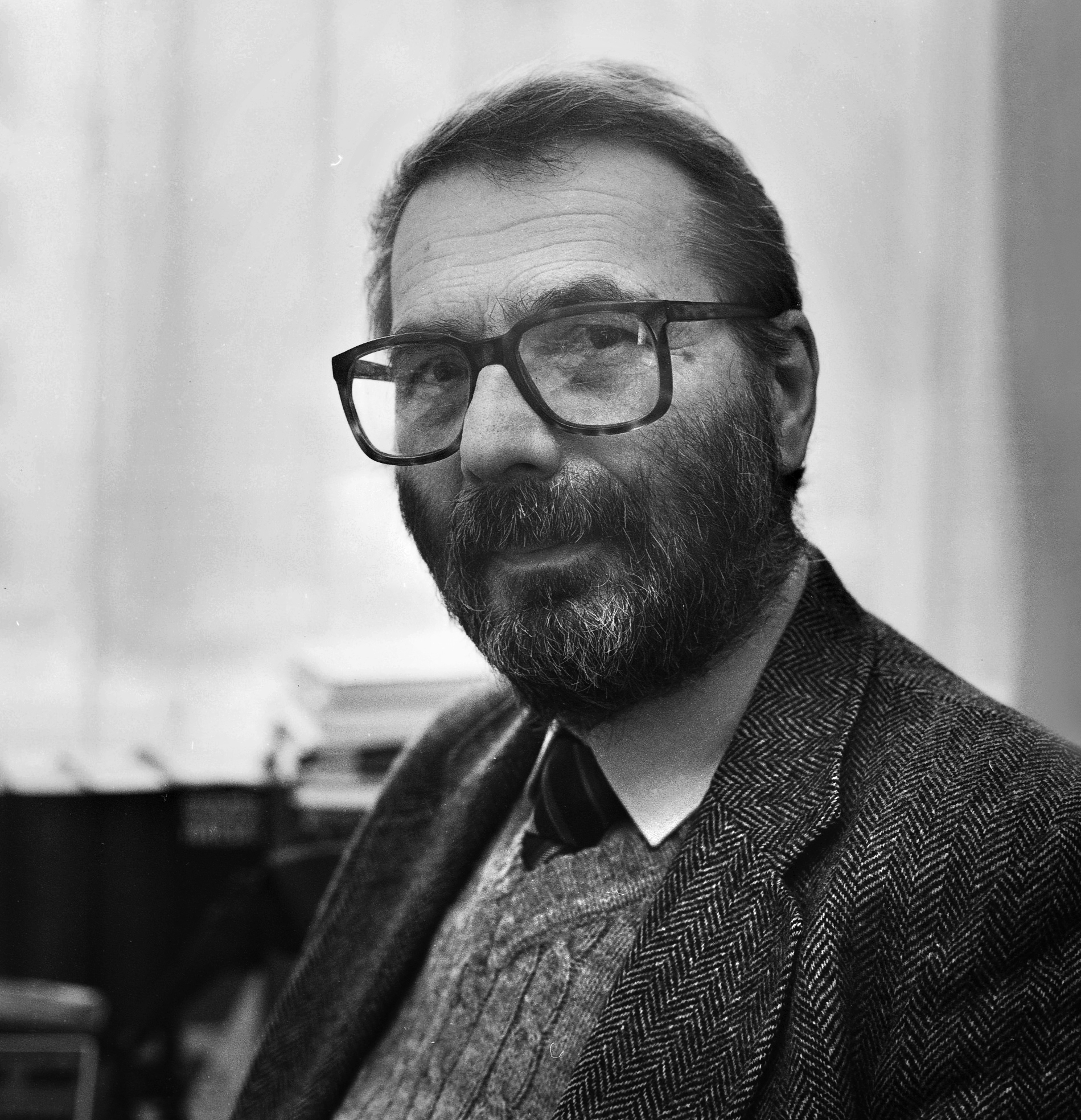
Wielokrotnie wizytował na Yale University, gdzie współpracował z Richardem K. Gershonem. Nigdy nie przeprowadził się na stałe do USA. Na zdjęciu: w swoim gabinecie w Krakowie, lata 80. lub 90. XX wieku. Fot. Lech Polcyn

Habilitował się w zakresie patologii w 1970. W 1976 otrzymał tytuł profesora nadzwyczajnego, zaś w 1983 tytuł profesora zwyczajnego. Na przestrzeni lat był zastępcą dyrektora Instytutu Mikrobiologii, Kierownikiem Zakładu Immunologii Doświadczalnej i Klinicznej Instytutu Mikrobiologii oraz Kierownikiem Katedry i Zakładu Immunologii Akademii Medycznej w Krakowie (1971–1999). W latach 1978–1981 był prorektorem Akademii Medycznej w Krakowie.
W latach 1974–1999 był profesorem wizytującym w Department of Immunology, Department of Internal Medicine na Yale University. Przebywał tam łącznie przez ponad siedem lat składając dwadzieścia sześć wizyt. Na Yale jego bezpośrednim przełożonym był Richard K. Gershon, z którym Włodzimierz Ptak blisko współpracował i zaprzyjaźnił się.
Włodzimierz Ptak wyraził przekonanie, że jego częste wyjazdy z kraju bloku wschodniego do Stanów Zjednoczonych były możliwe dzięki rektorowi Akademii Medycznej w Krakowie, Tadeuszowi Popieli: „Wyjeżdżaliśmy, kiedyśmy chcieli, nie dlatego, że nas reżim kochał, tylko dlatego, że Popiela niejednokrotnie nas krył i wysyłał na własną odpowiedzialność”. Mimo ponownych zaproszeń, Ptak zaprzestał wyjazdów na Yale pod koniec lat 90., co uzasadniał wiekiem: „W Krakowie mogę sobie regulować pracę: 3–4 godziny dziennie, a tam pracowałem 14–16 godzin na dobę. Tego już nie dam rady”.
W 1986 został wybrany na członka korespondenta Polskiej Akademii Nauk, a w 1989 na członka Polskiej Akademii Umiejętności. W 1998 został członkiem rzeczywistym PAN.
Był członkiem Komitetu Immunologii PAN oraz członkiem Prezydium International Union of Immunological Societies (1983–1986). W 1989 został wybrany na członka, a później na członka honorowego Polskiego Towarzystwa Immunologicznego. Działał jako członek prezydium (1978–1984) i przewodniczący (1988–1990) Rady Naukowej przy Ministrze Zdrowia i Opieki Społecznej. W latach 1989–1995 był sekretarzem, a później do 2008 wiceprzewodniczącym Wydziału Lekarskiego PAU.

### 1999–2019: Późna działalność

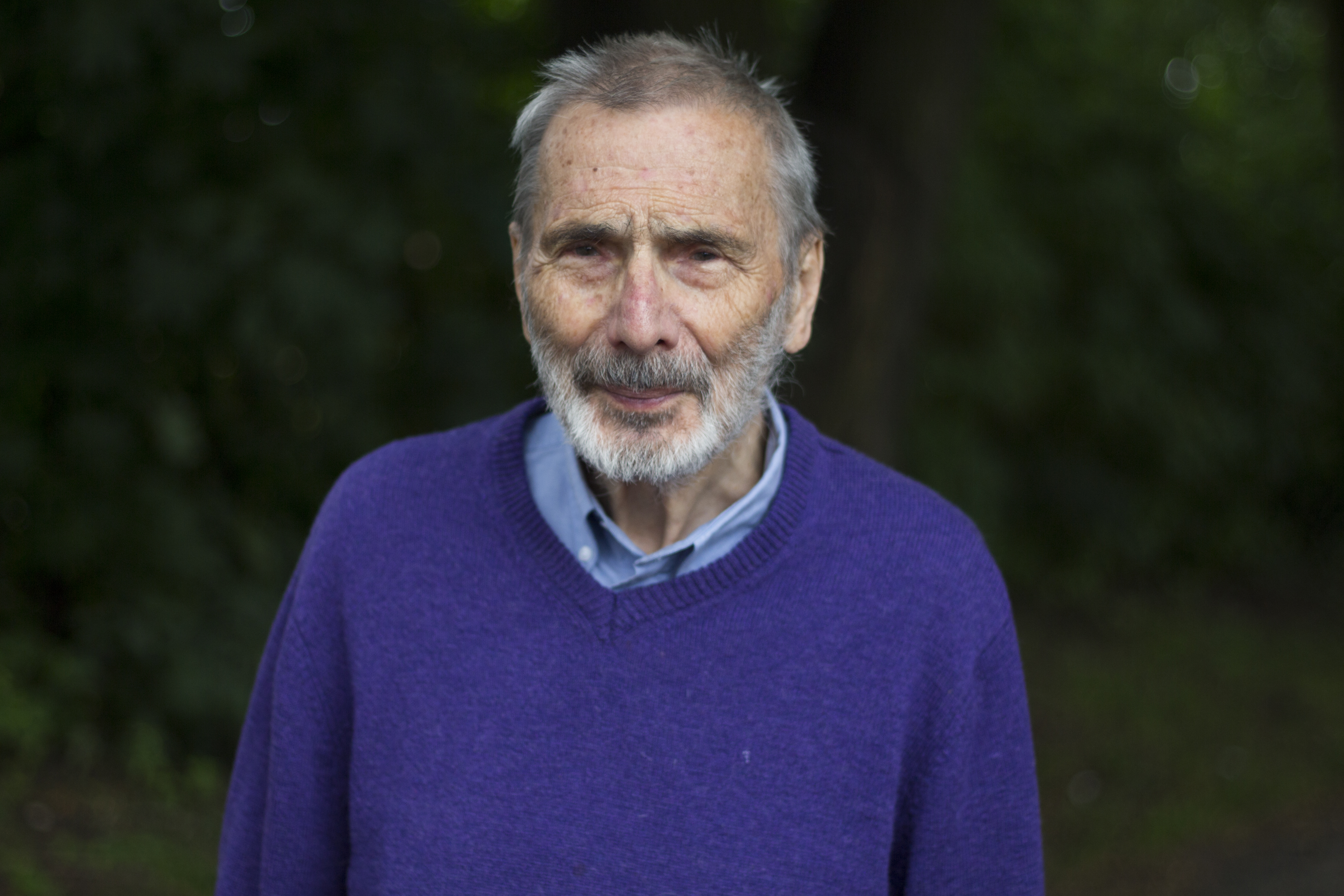
Włodzimierz Ptak, 2015

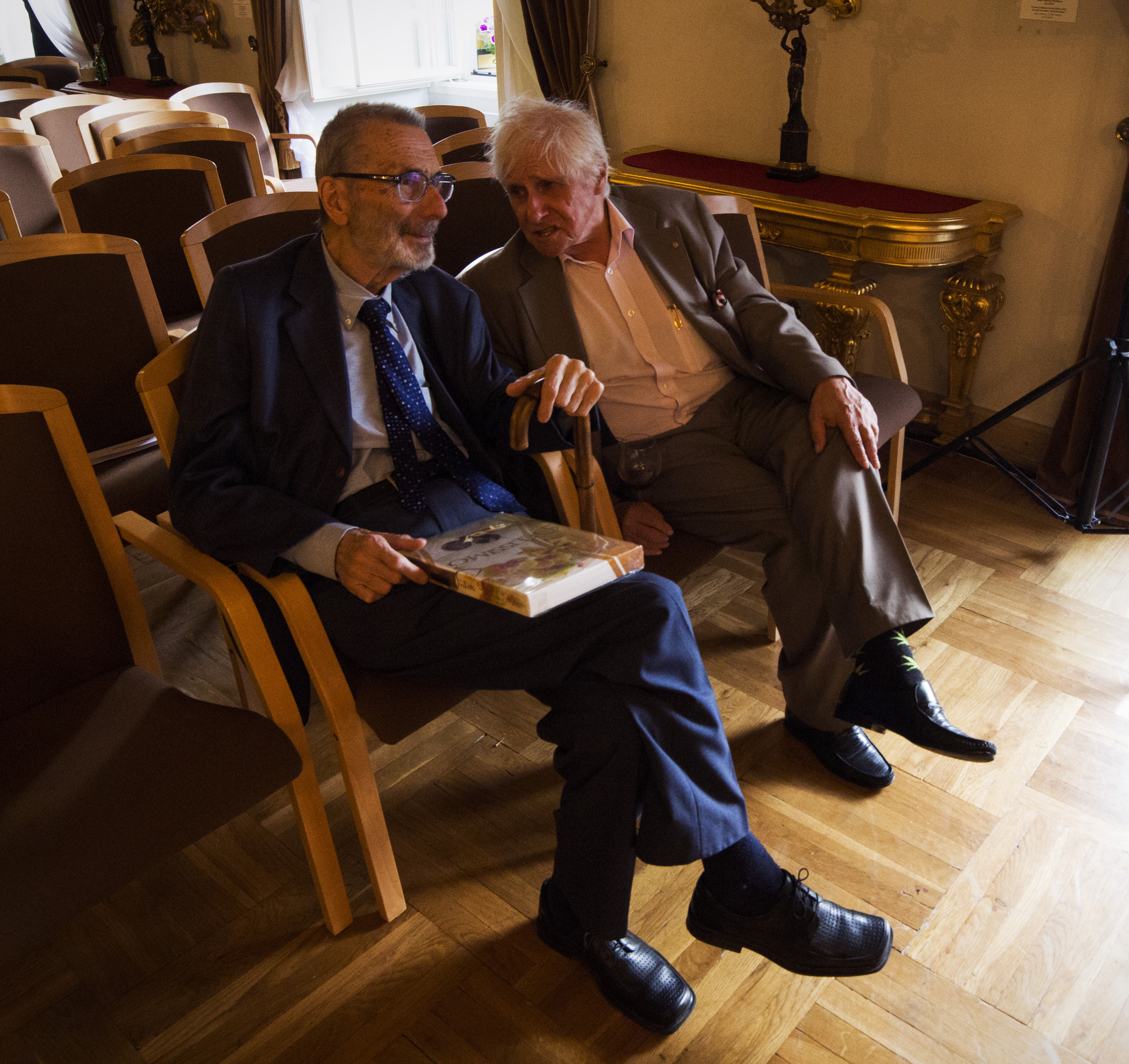
Włodzimierz Ptak w rozmowie z Jerzym Vetulanim, 2016

Był członkiem Rady Redakcyjnej czasopisma „European Journal of Immunology” (1985–2004), a także członkiem Rady Naukowej Instytutu Farmakologii PAN w Krakowie (1994–2018).
Był aktywny na polu dydaktyki. Przez szereg lat prowadził wykłady na Akademii Medycznej w Krakowie, a następnie w Collegium Medicum Uniwersytetu Jagiellońskiego. Wykładał również w Wyższej Szkole Nauk o Zdrowiu w Żyrardowie. Napisał podręcznik dla studentów medycyny Podstawy immunologii (pierwsze wydanie w 1976, późniejsze wznowienia wspólnie z Marią Ptak i Marianem Szczepanikiem: 1987, 1999, 2009, 2017, 2021).
Wypromował dziesięciu doktorów. Sprawował opiekę naukową przy pięciu przewodach habilitacyjnych. Wśród jego uczniów byli m.in. Marek Zembala, Janusz Marcinkiewicz, Marian Szczepanik i Krzysztof Bryniarski. Wystąpił w epizodycznej roli w krótkometrażowym filmie Kury (2016). Część swojej spuścizny przekazał do zbiorów Archiwum Nauki PAN i PAU w Krakowie. Zmarł w Krakowie 28 maja 2019, w wieku dziewięćdziesięciu lat. Został pochowany na cmentarzu Rakowickim 3 czerwca 2019.

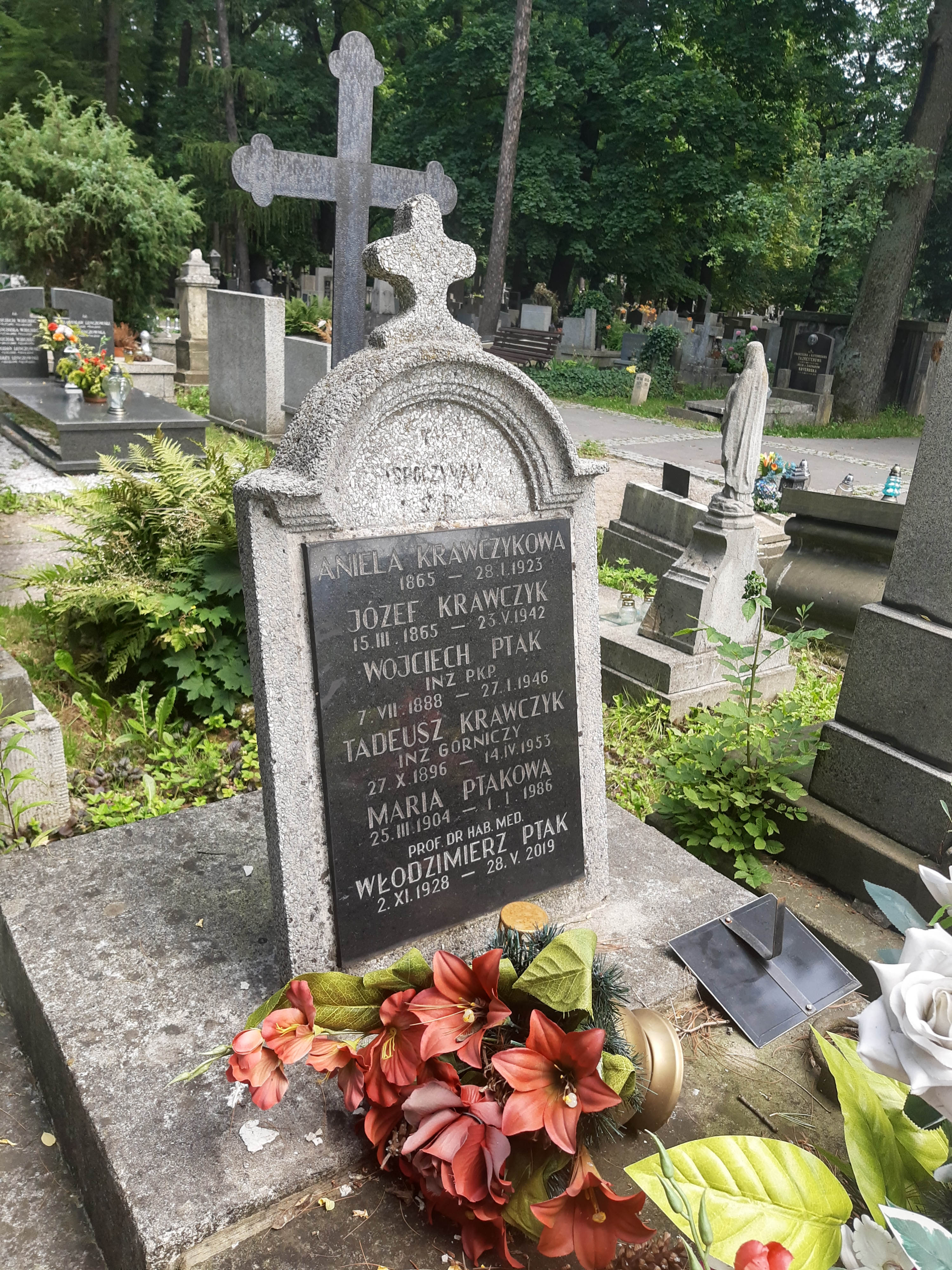
Grób Włodzimierza Ptaka na cmentarzu Rakowickim

### Życie rodzinne
Był trzykrotnie żonaty. 12 grudnia 1963 poślubił Alicję Szczepańską, z którą miał córkę Zuzannę (synową Jerzego Vetulaniego). Małżeństwo rozwiodło się w 1976. 6 grudnia 1979 Włodzimierz Ptak ożenił się z Marią Grudniewicz, i pozostawał z nią w związku małżeńskim aż do swojej śmierci w 2019.
Jego młodsza siostra Wanda Ptak-Kollat (1930–1984) była magistrem inżynierem dróg i mostów, absolwentką Politechniki Krakowskiej, wieloletnią pracowniczką Transprojektu, państwowego przedsiębiorstwa z siedzibą w Krakowie, realizującego projekty w zakresie budownictwa komunikacyjnego. Zmarła po nagłej i ciężkiej chorobie nowotworowej.

### Poglądy i zainteresowania
Był ateistą, swój światopogląd określał jako lewicowy. Krytykował system kapitalistyczny i ruchy antyszczepionkowe. Interesował się historią, religioznawstwem i filozofią. Kolekcjonował książki i antyki.

## Praca naukowa
W pracy naukowej zajmował się głównie badaniem mechanizmów regulacyjnych odpowiedzi immunologicznej. Był współautorem odkrycia limfocytów kontrasupresyjnych T oraz opisania regulacyjnych funkcji limfocytów Tγδ. Prowadził badania nad mechanizmami „wczesnej fazy” reakcji komórkowych, badania funkcji regulacyjnych si-RNA oraz określane jako „pionierskie” badania nad nadwrażliwością kontaktową. Opublikował ponad dwieście oryginalnych prac badawczych w recenzowanych czasopismach międzynarodowych a jego prace były cytowane ponad trzy tysiące razy.

## Wybrane publikacje

### Artykuły
- Ptak W, Festenstein H, Asherson GL, Denman AM. Improved graft survival after treatment with Bordetella and anti-lymphocyte serum. „Nature”. 222 (5198), s. 1083–5, 1969. DOI: 10.1038/2221083a0. PMID: 4306798.
- Ptak W, Porwit-Bóbr Z, Chlap Z. Transformation of hamster macrophages into giant cells with antimacrophage serum. „Nature”. 225 (5233), s. 655–657, 1970. DOI: 10.1038/225655a0. PMID: 5413378.
- Ptak W, Gershon RK. Immunosupression effected by macrophage surfaces. „Journal of Immunology”. 115 (5), s. 1346–50, 1975. PMID: 809511.
- Ptak W, Rozycka D, Askenase PW, Gershon RK. Role of antigen-presenting cells in the development and persistence of contact hypersensitivity. „Journal of Experimental Medicine”. 151 (2), s. 362–75, 1980. DOI: 10.1084/jem.151.2.362. PMID: 7356727.
- Ptak W, Bereta M, Ptak M, Gershon RK, Green DR. Antigen-specific T contrassupressor factor in cell-mediated immunity: intereractions leading to eradication of the tolerant state. „Journal of Immunology”. 133, 1984.brak numeru strony
- Ptak W, Szczepanik M, Ramabhadran R, Askenase PW. Immune or normal gamma-delta T cels that assist alpha beta T cell in elicitation of contact sensitivity preferentially use Vγ5 and Vδ4 variable region gene segments. „Journal of Immunology”. 156 (3), s. 976–86, 1996. PMID: 8558025.
- Ptak W, Majewska M, Bryniarski K, Ptak M, Lobo FM, Zajac K, Askenase PW, Szczepanik M. Epicutaneous immunization with protein antigen in the presence of TLR4 ligand induces TCR alpha beta+CD4+ T contrasuppressor cells that reverse skin-induced suppression of Th1-mediated contact sensitivity. „Journal of Immunology”. 182 (2), s. 837–50, 2009. DOI: 10.4049/jimmunol.182.2.837. PMID: 19124727.

### Monografie i podręczniki
- Badania nad nadwrażliwością kontaktową u myszy i mechanizmami jej powstawania. Akademia Medyczna w Krakowie, 1970. Brak numerów stron w książce Rozprawa habilitacyjna.
- Leczenie chorób alergicznych. „Polfa”, 1973. Brak numerów stron w książce Red. wraz z Andrzejem Szczeklikiem.
- Podstawy immunologii. Państwowy Zakład Wydawnictw Lekarskich, 1976. Brak numerów stron w książce Późniejsze wznowienia (wspólnie z Marią Ptak i Marianem Szczepanikiem): w 1987 przez Państwowy Zakład Wydawnictw Lekarskich; w 1999, 2000 przez Wydawnictwo Uniwersytetu Jagiellońskiego; w 2008, 2010, 2017 i pośmiertnie 2021 przez Wydawnictwo Lekarskie PZWL.
- Immunologia ogólna: skrypt dla studentów i lekarzy. Akademia Medyczna w Krakowie, 1983. Brak numerów stron w książce

## Wyróżnienia

### Odznaczenia
- Krzyż Kawalerski Orderu Odrodzenia Polski (1977);
- Krzyż Komandorski Orderu Odrodzenia Polski (1998)[25].

### Nagrody
- Nagroda Ministra Zdrowia i Opieki Społecznej I stopnia (siedmiokrotnie, 1973–2009);
- Nagroda Sekretarza Naukowego PAN (1973, 1984);
- Nagroda im. Jędrzeja Śniadeckiego (1978);
- Nagroda Fundacji Alfreda Jurzykowskiego (USA, 1981);
- Nagroda Wydziału VI Nauk Medycznych PAN I stopnia (1982);
- Nagroda Państwowa (1984);
- Odznaka „Zasłużony Nauczyciel PRL” (1984);
- Medal „Gloria Medicinae” Polskiego Towarzystwa Lekarskiego (1992);
- Nagroda Prezesa Rady Ministrów (1996)[26];
- Nagroda Ministra Edukacji Narodowej (1999);
- Laur Jagielloński przyznany przez Uniwersytet Jagielloński (1999);
- Odznaka „Honoris Gratia” (2016)[27].

Opracowano na podstawie materiału źródłowego.